# 20달러의 유혹
《20달러의 유혹》(영어: Twenty Bucks)은 미국에서 제작된 키바 로즌펠드 감독의 1993년 코미디 드라마 영화이다. 린다 헌트, 브렌던 프레이저, 쇼레 아그다슐루, 글래디스 나이트, 엘리자베스 슈, 스티브 부세미, 크리스토퍼 로이드, 윌리엄 H. 메이시, 데이비드 슈위머 등이 출연하였고, 캐런 머피 등이 제작에 참여하였다. 20 달러 지폐 한 장이 다양한 거래와 사건을 통해 여러 주인을 거쳐간다.
1994년 제9회 인디펜던트 스피릿 어워드에서 크리스토퍼 로이드가 남우조연상을 수상하였다.

## 출연
- 린다 헌트 - 앤절린 역: 노숙인.
- 브렌던 프레이저 - 샘 머스트루스키 역
- 쇼레 아그다슐루 - 가다 홀리데이 역
- 조지 모포건 - 잭 홀리데이 역: 샘의 예비 장인.
- 글래디스 나이트 - 매코맥 부인 역
- 로즈메리 머피 - 도티 역
- 컨체타 토메이 - 샘의 어머니 역
- 멀로라 월터스 - 스트리퍼 / 장의사 역
- 엘리자베스 슈 - 에밀리 애덤스 역: 작가 지망생인 식당 종업원.
- 스티브 부세미 - 프랭크 역: 강도.
- 크리스토퍼 로이드 - 지미 역: 강도 역
- 맷 프루어 - 머리가 벗겨진 빙고 당첨자 역
- 제러미 피븐 - 겁을 먹은 퀵마트 점원 역
- 윌리엄 H. 메이시 - 경찰관 역
- 데이비드 슈위머 - 닐 캠벨 역: 에밀리의 남자친구.
- 다이앤 베이커 - 루스 애덤스 역: 에밀리의 어머니.
- 앨런 노스 - 브루스 애덤스 역: 에밀리의 아버지.
- 케빈 킬너 - 게리 애덤스 역: 에밀리의 오빠.
- 데이비드 래시

## 기타 제작진
- 라인 제작: 제이슨 클라크
- 배역: 샤론 비알리, 데비 맨윌러, 리처드 퍼가노
- 미술: 조지프 T. 개리티
- 의상: 수지 디샌토